# Linha Vila Inhomirim
Vila Inhomirim: Saracuruna ↔ Vila Inhomirim é uma das linhas de trens metropolitanos da SuperVia. Ela faz a ligação entre os bairros de Saracuruna, no leste do distrito de Campos Elíseos, em Duque de Caxias, ao bairro de Raiz da Serra, que é o Centro do distrito de Vila Inhomirim, em Magé, servindo vários bairros desses dois municípios.

## Histórico

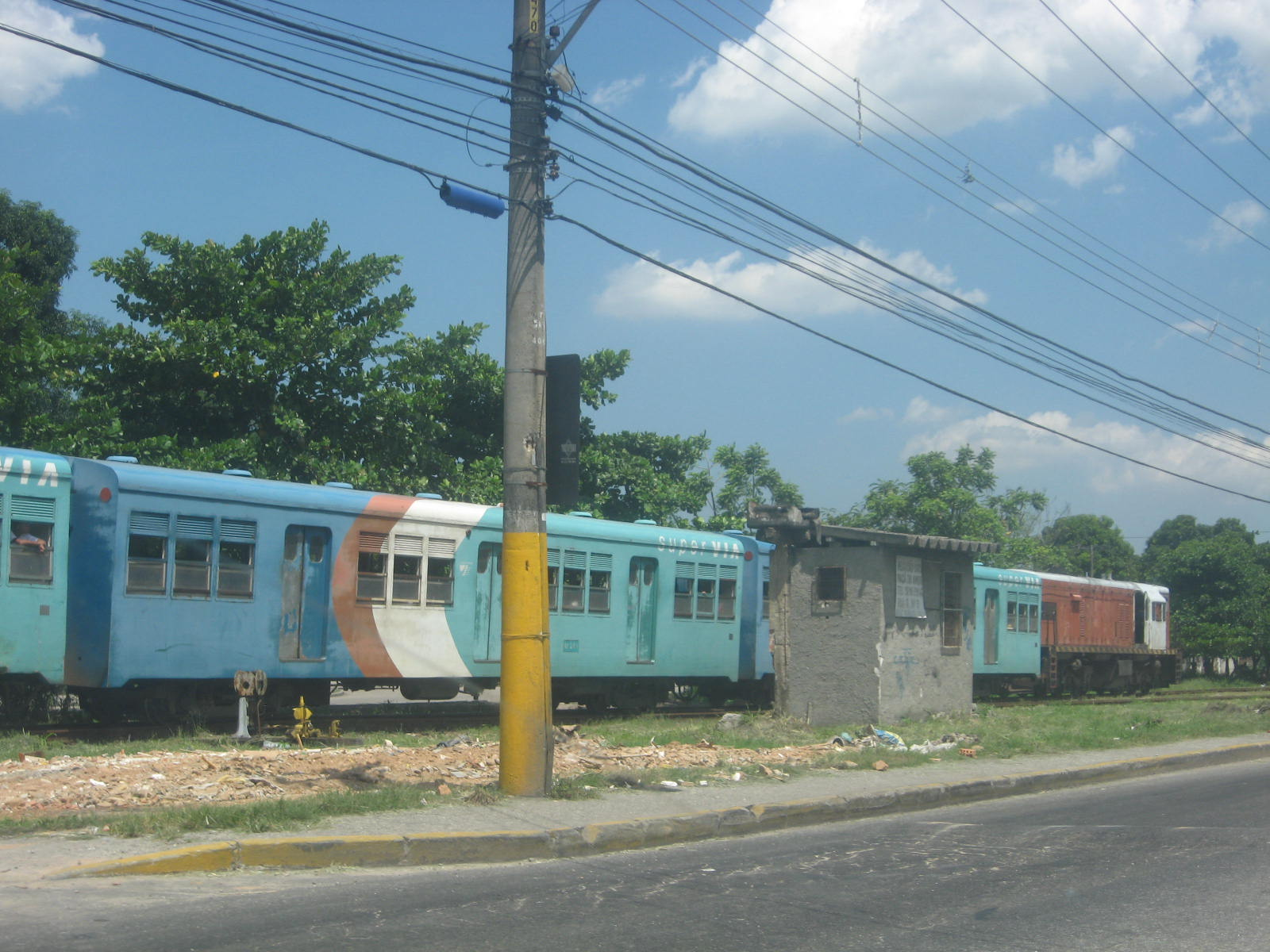
Ramal Vila Inhomirim

Operado pela SuperVia em bitola métrica e em composições com locomotivas movidas a diesel, ligando Saracuruna a Vila Inhomirim. Apesar da enorme demanda, atende a um número limitado de passageiros, em função da baixa velocidade operacional que é em média de 25 km/h e do intervalo entre composições que chegam a ser superiores a 1 hora.
Uma curiosidade deste ramal é que o trecho entre as estações Piabetá e Fragoso é o mais antigo trecho ferroviário que ainda se encontra em funcionamento no Brasil, tendo sido inaugurado no ano de 1854. Este trecho, juntamente com o trecho entre as estações Fragoso e Vila Inhomirim (inaugurado em 1856), pertenceram à primeira ferrovia do Brasil, que foi a Estrada de Ferro Mauá. A partir da estação Vila Inhomirim, havia um trem de cremalheira para Petrópolis, que foi extinto na década de 1960, tendo seus trilhos sido removidos. Há um projeto para reativar o trecho de ferrovia entre Vila Inhomirim e Guia de Pacobaíba, correspondente à primeira ferrovia do Brasil, mas atualmente está abandonado.

## Estações
| Trigrama | Estação         | Tempo de Percurso (min) | Comentários                                                                       | Bairro          | Município       |
| -------- | --------------- | ----------------------- | --------------------------------------------------------------------------------- | --------------- | --------------- |
| SAR      | Saracuruna      | ---                     | Transferência para as linhas Saracuruna e Guapimirim                              | Saracuruna      | Duque de Caxias |
| MBI      | Morabi          | 06                      |                                                                                   | Parada Morabi   | Duque de Caxias |
| IMB      | Imbariê         | 12                      | Sede do 3º distrito de Duque de Caxias.                                           | Imbariê         | Duque de Caxias |
| BEM      | Manoel Belo     | 26                      |                                                                                   | Santa Lúcia     | Duque de Caxias |
| PAG      | Parada Angélica | 30                      |                                                                                   | Parada Angélica | Duque de Caxias |
| PIA      | Piabetá         | 36                      | Maior centro urbano do município de Magé.                                         | Piabetá         | Magé            |
| FRA      | Fragoso         | 42                      | Antigo terminal da E.F Mauá.                                                      | Fragoso         | Magé            |
| VIN      | Vila Inhomirim  | 47                      | Início da subida da "Serra Velha" para Petrópolis, e Sede do 6° Distrito de Magé. | Raiz da Serra   | Magé            |

## Mais
- A Eletrificação nas Ferrovias Brasileiras
- Informações sobre cada estação da Estrada de Ferro Central do Brasil, Leopoldina e outras do Brasil
- A história do trem no Rio de Janeiro
- Secretária de transportes do Rio de Janeiro
- História do trem na perspectiva de um passageiro de trem, que narra esta história, o cotidiano dos passageiros, fala do serviço da Supervia, etc...
- Catálogo do trem ROTEM[ligação inativa]